# Portola (Kalifornija)
Portola je grad u američkoj saveznoj državi Kalifornija. Prema popisu stanovništva iz 2010. u njemu je živjelo 2.104 stanovnika.